# AN/SQS-53
AN/SQS-53 — американская корабельная гидроакустическая станция дальнего радиуса действия. Предназначена для размещения в носовом бульбовом обтекателе кораблей класса эсминец и крейсер и совместной работы с системой управления противолодочным оружием Mk 116. Разработана в качестве замены ГАС AN/SQS-26CX. Считается одним из лучших в мире гидролокаторов для надводных кораблей.
Отличается от предшественника AN/SQS-26 полностью полупроводниковой элементной базой и, как следствие, повышенной надёжностью (средняя наработка на отказ составляет 2000 часов) и менее трудоёмким техническим обслуживанием (курсы подготовки техников по ремонту занимают 5 недель вместо 5 месяцев для AN/SQS-26).
Система позволяет сопровождать до 100 целей в активном и пассивном режимах, классифицировать цели в пассивном режиме.
Пиковая мощность излучателя — 190 кВт.
Стоимость базовой модели составляет $6,3 млн, модификаций -B и -C — $10–11 млн.

## Конструкция
Излучатель сонара представляет собой цилиндр высотой 1,75 м и диаметром 4,88 м с расположенными на нём 72 вертикальными линейками по 8 приёмопередатчиков TR-313 в каждом (всего 576 элементов). Масса антенны — около 27 т. Ширина луча составляет 5° по азимуту).
Рабочая частота передатчика — 3 кГц, максимальная частота — 192 кГц.
Обтекатель AN/SQS-53 изготовлен из жёсткого резиноподобного материала (в отличие от металлического обтекателя AN/SQS-26).
Станция включает в себя 22 стойки и 7 компьютеров AN/UYK-44(V) (в модификации -B компьютеры AN/UYK-20), объединённых в сеть.

## История
ГАС разработана в 1972 году и производилась компанией General Electric, подразделением Heavy Military Electronic Equipment Dept. в Сиракьюс, Нью-Йорк, первая установка на корабле относится к 1975 году.

## Модификации
Модификация AN/SQS-53A — базовая модель, твердотельная версия AN/SQS-26. Так же как и последняя использовала механическое сканирование луча с возможностью сопровождения только одной цели. Использовались цифровые компьютеры AN/UYK-20 и дисплеи AN/UYQ-21, а также сигнальный процессор AN/UYS-1 для обработки сигналов пассивного сонара.
Модификация AN/SQS-53B, появившаяся в 1980-х годах отличалась от базовой модели цифровым сигнальным процессором AN/UYS-1 и новым компьютером AN/UYK-44(V). Это значительно увеличило дальность действия сонара. Была обеспечена совместимость интерфейса с БИУС ПЛО AN/SQQ-89. Эта модификация обеспечивала подводную акустическую связь и активные контрмеры против акустических самонаводящихся торпед. Значительно увеличена надёжность аппаратуры.
Эта модификация могла сопровождать несколько целей, и классифицировать цели по акустической сигнатуре, имела встроенные средства самотестирования. Среднее время между отказами достигло 2000 ч, среднее время ремонта сокращено до 30 минут, трудоёмкость технического обслуживания уменьшилась на 60 %.
Модификация AN/SQS-53C обладала вдвое большей дальностью действия за счёт модернизации оборудования, значительно увеличена производительность обработки информации. Было обеспечено сопровождение нескольких целей, одновременное использование пассивной и активной гидролокации, расширена полоса приёма. Увеличена мощность передатчика и надёжность аппаратуры.
Эта модификация была оснащена накопителем на магнитной ленты UYH-1 для протоколирования информации о контактах.
Модификация AN/SQS-53C Kingfisher/SWAK (англ. Shallow Water Active Kit, активный сонар для мелководья) обеспечивала поиск мин в переднем секторе 120° на расстояниях 2,5; 5; 10 и 20 км.
Модификация EC-16 (англ. Engineering Change 16) позволяла модернизировать сонары AN/SQS-53A/B, которые стояли на эсминцах типа «Кидд» (DDG 993—996) и первых девяти крейсерах типа «Тикондерога» (CG 47-55), до уровня AN/SQS-53C. Прототип был испытан в октябре 1994 года на эсминце DDG-995 «Скотт». Модификация обладала открытой архитектурой, облегчавшей дальнейшую модернизацию, упраздняла старую аналоговую электронику в приёмнике и имела новые цветные дисплеи, где оперативная обстановка отражалась на фоне топографических карт. Были улучшены цифровые интерфейсы с системой управления и принятия решения (англ. Command and Decision System, CDS и системой IMICS (англ. Identify, Manage, Change, Improve, Show). Хотя излучатель остался аналоговым, форма волны была изменена по образцу Kingfisher и AN/SQS-53C. Количество стоек оборудования уменьшилось на 15 (с 37 до 22), масса уменьшилась более чем на 11 т. Применение стандартных модулей уменьшило время разработки и её стоимость на две трети. Курс обучения техников по ремонту сократился с 29 до 5 недель, объём технического обслуживания — до 500 ч/год.
Модификация EC-84 позволяла сделать аналогичную модернизацию для эсминцев типа DD-963.
Модификация AN/SQS-53D, появившаяся в 1997 году отличалась полной заменой всех оставшихся аналоговых устройств на цифровые. В этой модификации широко использовались коммерческие компоненты, доступные на открытом рынке.
Японская компания NEC выпускает AN/SQS-53 по лицензии под названием OQS-102.

## Технические характеристики
| Параметр                     | AN/SQS-53A                    | AN/SQS-53B/C                                                                                           |
| ---------------------------- | ----------------------------- | --- |
| Дальность в активном режиме  | 7 км                          | 15 км (прямая видимость) 18 км (приповерхностный канал) 31 км (отражения от дна)                       |
| Дальность в пассивном режиме | 22 км                         | 46 км (прямая видимость) 63 км (зона конвергенции 1) 120 км (зона конвергенции 2)                      |
| Активные режимы работы       | • ФМ импульсный • Непрерывный | • ФМ импульсный • Непрерывный • Импульсный всенаправленный • Непрерывный сканирующий • Подводная связь |

## Носители
- Ракетные крейсера типа «Вирджиния»
- Ракетные крейсера типа «Белкнап»
- Эскадренные миноносцы типа «Конго»
- Эскадренные миноносцы типа «Кидд»
- Эскадренные миноносцы типа «Спрюэнс»
- Ракетные крейсера типа «Тикондерога»
- Эскадренные миноносцы типа «Арли Бёрк»